# Manuel Camacho
Manuel Camacho (6 aprile 1929 – 24 settembre 2008) è stato un calciatore messicano, di ruolo portiere.

## Carriera
Nel 1967 si trasferì negli Stati Uniti dove giocò per i Chicago Spurs, con cui ottenne il terzo posto della Western Division della NPSL, non qualificandosi per la finale della competizione.
Con la Nazionale messicana ha preso parte ai Mondiali 1958.